# Lijst van Deense ministeries
Dit is een lijst van ministeries in Denemarken:

## Huidige ministeries
- Ministerie van Werkgelegenheid - Beskæftigelsesministeriet
- Ministerie van Energie, Stroom en Klimaat - Energi-, Forsynings- og Klimaministeriet
- Ministerie van Bedrijven en Groei - Erhvervs- og Vækstministeriet
- Ministerie van Financiën - Finansministeriet
- Ministerie van Defensie - Forsvarsministeriet
- Ministerie van Justitie - Justitsministeriet
- Ministerie van Kerkelijke zaken - Kirkeministeriet
- Ministerie van Cultuur - Kulturministeriet
- Ministerie van Milieu en Voedselvoorziening - Miljø- og Fødevareministeriet
- Ministerie van Kinderen, Onderwijs en gendergelijkheid - Ministeriet for Børn, Undervisning og Ligestilling
- Ministerie van Belastingen - Skatteministeriet
- Ministerie van Binnenlandse Zaken en Sociale Zaken - Social- og Indenrigsministeriet
- Ministerie van Gezondheidszorg en Gepensioneerden - Sundheds- og Ældreministeriet
- Ministerie van Transport en Bouw - Transport- og Bygningsministeriet
- Ministerie van Onderwijs en Onderzoek - Uddannelses-og Forskningsministeriet
- Ministerie van Buitenlandse Zaken - Udenrigsministeriet
- Ministerie Immigrantie, Integratie en Volkshuisvesting - Udlændinge-, Integrations- og Boligministeriet

## Voormalige ministeries
| Voormalig ministerie                                                                                                  | Gebeurtenis         | Resultaat |
| --- | ------------------- | --- |
| Ministeriet for Monarkiets Fælles Indre Anliggender (Ministerie van Gezamenlijke Interne zaken van de Monarchie)      | ontbonden (1858)    | Bevoegdheid ondergebracht bij Finansministeriet (Ministerie van Financiën)                                                                                      |
| Fællesindenrigsministeriet (Ministerie van Gezamenlijke Interne zaken)                                                | -                   | Informele naam voor Ministeriet for Monarkiets Fælles Indre Anliggender (Ministerie van Gezamenlijke Interne zaken van de Monarchie)                            |
| Ministeriet for Handel og Søfart (Ministerie van Handel en Maritieme Zaken)                                           | nieuwe naam (1914)  | Handelsministeriet (Ministerie van Handel) |
| Ministeriet for Kirke- og Undervisningsvæsenet (Ministerie van de Kerk en Onderwijs)                                  | gesplitst (1916)    | Kirkeministeriet (Ministerie van de Kerk) en Undervisningsministeriet (Ministerie van Onderwijs)                                                                |
| Kultusministeriet (Ministerie van Cultuur)                                                                            | -                   | Informele naam voor Ministeriet for Kirke- og Undervisningsvæsenet (Ministerie van de Kerk en Onderwijs)                                                        |
| Handelsministeriet (Ministerie van Handel)                                                                            | nieuwe naam (1924)  | Ministeriet for Industri, Handel og Søfart (Ministerie van Industrie, Handel en Maritieme Zaken)                                                                |
| Ministeriet for Industri, Handel og Søfart (Ministerie van Industrie, Handel en Scheepvaart)                          | gesplitst (1929)    | Ministeriet for Søfart og Fiskeri (Ministerie van Maritieme Zaken en Visserij) en Ministeriet for Handel og Industri (Ministerie van Handel en Industrie)       |
| Ministeriet for Sundhedsvæsen (Ministerie van Gezondheidszorg)                                                        | ontbonden (1929)    | - |
| Ministeriet for Handel og Industri (Ministerie van Handel en Industrie)                                               | nieuwe naam (1935)  | Ministeriet for Handel, Industri og Søfart (Ministerie van Industrie, Handel en Maritieme Zaken)                                                                |
| Landbrugsministeriet (Ministerie van Landbouw)                                                                        | nieuwe naam (1935)  | Ministeriet for Landbrug og Fiskeri (Ministerie van Landbouw en Visserij)                                                                                       |
| Ministeriet for Søfart og Fiskeri (Ministerie van Maritieme Zaken en Visserij)                                        | ontbonden (1935)    | - |
| Arbejds- og Socialministeriet (Ministerie van Werk en Sociale Zaken)                                                  | gesplitst (1942)    | Arbejdsministeriet (Ministerie van Werk) and Socialministeriet (Ministerie van Sociale Zaken)                                                                   |
| Trafikministeriet (Ministerie van Transport)                                                                          | ontbonden (1945)    | - |
| Ministeriet for Bolig- og Sundhedsvæsen (Ministerie van Volkshuisvesting en gezondheid)                               | nieuwe naam (1947)  | Ministeriet for Byggeri- og Boligvæsen (Ministerie van Bouw en Volkshuisvesting)                                                                                |
| Ministeriet for Landbrug og Fiskeri (Ministerie van Landbouw en Visserij)                                             | gesplitst (1947)    | Landbrugsministeriet (Ministerie van Landbouw) en Fiskeriministeriet (Ministerie van Visserij)                                                                  |
| Forsyningsministeriet (Ministerie van Levering)                                                                       | ontbonden (1947)    | - |
| Ministeriet for Særlige Anliggender (Ministerie van Speciale Zaken)                                                   | ontbonden (1947)    | - |
| Ministeriet for Byggeri- og Boligvæsen (Ministerie van Bouw en Volkshuisvesting)                                      | samengevoegd (1949) | Arbejds- og Boligministeriet (Ministerie van Werk en Volkshuisvesting)                                                                                          |
| Arbejds- og Boligministeriet (Ministerie van Werk en Volkshuisvesting)                                                | gesplitst ((1950)   | Arbejdsministeriet (Ministerie van Werk) and Boligministeriet (Ministerie van Volkshuisvesting)                                                                 |
| Krigsministeriet (Ministerie van Oorlog)                                                                              | samengevoegd (1950) | Forsvarsministeriet (Ministerie van Defensie) |
| Marineministeriet (Ministerie van Maritieme Zaken)                                                                    | samengevoegd (1950) | Forsvarsministeriet (Ministerie van Defensie) |
| Indenrigs- og Boligministeriet (Ministerie van Binnenlandse Zaken en Volkshuisvesting)                                | gesplitst (1955)    | Indenrigsministeriet (Ministerie van Binnenlandse Zaken) and Boligministeriet (Ministerie van Volkshuisvesting)                                                 |
| Økonomi- og Arbejdsministeriet (Ministerie van Economie en Werk)                                                      | gesplitst (1957)    | Økonomiministeriet (Ministerie van Economie) and Arbejdsministeriet (Ministerie van Werk)                                                                       |
| Ministeriet for Handel, Håndværk, Industri og Søfart (Ministerie van Handel, Ambachten, Industrie en Maritieme Zaken) | -                   | Formele naam voor Handelsministeriet (Ministerie van Handel) 1957-1979                                                                                          |
| Ministeriet for Familiens Anliggender (Ministerie van Familiale Zaken)                                                | ontbonden (1968)    | - |
| Økonomiministeriet (Ministerie van Economie)                                                                          | nieuwe naam (1971)  | Økonomi- og Budgetministeriet (Ministerie van Economie en Budget)                                                                                               |
| Ministeriet for Statens Lønnings- og Pensionsvæsen (Ministerie van Staat voor Lonen en Pensioenen)                    | ontbonden (1971)    | Bevoegdheid ondergebracht bij Økonomi- og Budgetministeriet (Ministerie van Economie en Budget)                                                                 |
| Budgetministeriet (Ministerie van Budget)                                                                             | ontbonden (1973)    | Bevoegdheid ondergebracht bij Finansministeriet (Ministerie van Financiën)                                                                                      |
| Økonomi- og Budgetministeriet (Ministerie van Economie en Budget)                                                     | gesplitst (1973)    | Økonomiministeriet (Ministerie van Economie) and Budgetministeriet (Ministerie van Budget)                                                                      |
| Ministeriet for Forureningsbekæmpelse (Ministerie van Controle van Verontreiniging)                                   | nieuwe naam (1973)  | Miljøministeriet (Ministerie van Milieu) |
| Handelsministeriet (Ministerie van Handel)                                                                            | nieuwe naam (1979)  | Industriministeriet (Ministerie van Industrie) |
| Ministeriet for Industri, Handel, Håndværk og Søfart (Ministerie van Handel, Ambachten, Industrie en Maritieme Zaken) | -                   | Formele naam voor Industriministeriet (Ministerie van Industrie) 1979-1994                                                                                      |
| Ministeriet for Kulturelle Anliggender (Ministerie van Culturele Zaken)                                               | nieuwe naam (1987)  | Kultur- og Kommunikationsministeriet (Ministerie van Cultuur en Communicatie)                                                                                   |
| Ministeriet for Offentlige Arbejder (Ministerie van Openbare Werken)                                                  | nieuwe naam (1987)  | Trafikministeriet (Ministerie van Transport) |
| Undervisningsministeriet (Ministerie van Onderwijs)                                                                   | nieuwe naam (1987)  | Undervisnings- og Forskningsministeriet (Ministerie van Onderwijs en Onderzoek)                                                                                 |
| Kultur- og Kommunikationsministeriet (Ministerie van Cultuur en Communicatie)                                         | nieuwe naam (1988)  | Kulturministeriet (Ministerie van Cultuur) |
| Trafikministeriet (Ministerie van Transport)                                                                          | nieuwe naam (1988)  | Trafik- og Kommunikationsministeriet (Ministerie van Transport en Communicatie)                                                                                 |
| Ministeriet for Økonomisk Samordning (Ministerie van Economische Coördinatie)                                         | ontbonden (1988)    | - |
| Ministeriet for Skatter og Afgifter (Ministerie van Belastingen en heffingen)                                         | nieuwe naam (1989)  | Skatteministeriet (Ministerie van Belastingen) |
| Trafik- og Kommunikationsministeriet (Ministerie van Transport en Communicatie)                                       | nieuwe naam (1989)  | Trafikministeriet (Ministerie van Transport) |
| Ministeriet for Grønland (Ministerie van Groenland)                                                                   | ontbonden (1989)    | - |
| Undervisnings- og Forskningsministeriet (Ministerie van Onderwijs en Onderzoek)                                       | gesplitst (1993)    | Undervisningsministeriet (Ministerie van Onderwijs) en Forskningsministeriet (Ministerie van Onderzoek)                                                         |
| Forsknings- og Teknologiministeriet (Ministerie van Onderzoek en technologie)                                         | nieuwe naam (1994)  | Forskningsministeriet (Ministerie van Onderzoek) |
| Fiskeriministeriet (Ministerie van Visserij)                                                                          | ontbonden (1994)    | Bevoegdheid ondergebracht bij Landbrugs- og fiskeriministeriet (Ministerie van Landbouw en Visserij)                                                            |
| Industriministeriet (Ministerie van Industrie)                                                                        | ontbonden (1994)    | Bevoegdheid ondergebracht bij Industri- og Samordningsministeriet (Ministerie van Industrie en Coördinatie)                                                     |
| Landbrugsministeriet (Ministerie van Landbouw)                                                                        | ontbonden (1994)    | Bevoegdheid ondergebracht bij Landbrugs- og fiskeriministeriet (Ministerie van Landbouw en Visserij)                                                            |
| Samordningsministeriet (Ministerie van Coördinatie)                                                                   | ontbonden (1994)    | Bevoegdheid ondergebracht bij Industri- og Samordningsministeriet (Ministerie van Industrie en Coördinatie)                                                     |
| Landbrugs- og fiskeriministeriet (Ministerie van Landbouw en Visserij)                                                | ontbonden (1996)    | Bevoegdheid ondergebracht bij Ministeriet for Fødevarer, Landbrug og Fiskeri (Ministerie van Voedselvoorziening, Landbouw en Visserij)                          |
| Fødevareministeriet (Ministerie van Voedselvoorziening)                                                               | ontbonden (1996)    | Bevoegdheid ondergebracht bij Ministeriet for Fødevarer, Landbrug og Fiskeri (Ministerie van Voedselvoorziening, Landbouw en Visserij)                          |
| Indenrigsministeriet (Ministerie van Binnenlandse Zaken)                                                              | ontbonden (1996)    | Bevoegdheid ondergebracht bij Indenrigs- og sundhedsministeriet (Ministerie van Binnenlandse Zaken en Gezondheidszorg)                                          |
| Sundhedsministeriet (Ministerie van Gezondheidszorg)                                                                  | ontbonden (1996)    | Bevoegdheid ondergebracht bij Indenrigs- og sundhedsministeriet (Ministerie van Binnenlandse Zaken en Gezondheidszorg)                                          |
| Boligministeriet (Ministerie van Huisvestiging)                                                                       | nieuwe naam (1997)  | By- og Boligministeriet (Ministerie van Huisvesting en Stedelijke Zaken)                                                                                        |
| Industri- og Samordningsministeriet (Ministerie van Industrie en Coördinatie)                                         | nieuwe naam (1998)  | Erhvervsministeriet (Ministerie van Zakelijke Zaken) |
| Forskningsministeriet (Ministerie van Onderzoek)                                                                      | nieuwe naam (2000)  | IT- og Forskningsministeriet (Ministerie van IT en Onderzoek)                                                                                                   |
| Arbejdsministeriet (Ministerie van Werk)                                                                              | nieuwe naam (2001)  | Beskæftigelsesministeriet (Ministerie van Werkgelegenheid) |
| Økonomiministeriet (Ministerie van Economie)                                                                          | ontbonden (2001)    | Bevoegdheid ondergebracht bij Økonomi- og Erhvervsministeriet (Ministerie van Economie en Zakelijke Zaken)                                                      |
| By- og Boligministeriet (Ministerie van Huisvesting en Stedelijke Zaken)                                              | ontbonden (2001)    | Bevoegdheid ondergebracht met ErhvervsfremmeStyrelsen (Agentschap van Zakelijke Promotie) bij Erhvervs- og Boligstyrelsen (Ministerie van Zaken en Huisvesting) |
| IT- og Forskningsministeriet (Ministerie van IT en Onderzoek)                                                         | nieuwe naam (2001)  | Ministeriet for Videnskab, Teknologi og Udvikling (Ministerie van Wetenschap, Technologie en Integratie)                                                        |
| Videnskabs- og Udviklingsministeriet (Ministerie van Wetenschap en Ontwikkeling)                                      | -                   | Informele naam voor Ministeriet for Videnskab, Teknologi og Udvikling (Ministerie van Wetenschap, Technologie en Integratie)                                    |
| Erhvervsministeriet (Ministerie van Zakelijke Zaken)                                                                  | ontbonden (2001)    | Bevoegdheid ondergebracht bij Økonomi- og Erhvervsministeriet (Ministerie van Economie en Zakelijke Zaken)                                                      |
| Energiministeriet (Ministerie van Energie)                                                                            | ontbonden (2005)    | Bevoegdheid ondergebracht bij Transport- og Energiministeriet (Ministerie van Transport en Energie)                                                             |
| Trafikministeriet (Ministerie van Transport)                                                                          | ontbonden (2005)    | Bevoegdheid ondergebracht bij Transport- og Energiministeriet (Ministerie van Transport en Energie)                                                             |
| Miljø- og Energiministeriet (Ministerie van Milieu en Energie)                                                        | gesplitst (2005)    | Miljøministeriet (Ministerie van Milieu) en Energiministeriet (Ministerie van Energie)                                                                          |
| Indenrigs- og Sundhedsministeriet (Ministerie van Binnenlandse Zaken en Gezondheidszorg)                              | gesplitst (2007)    | Ministerie van Welzijn en Ministerie van Gezondheidszorg en Preventie                                                                                           |
| Familie- og Forbrugerministeriet (Ministerie van Familie en Consumenten Zaken)                                        | ontbonden (2007)    | Bevoegdheid ondergebracht bij Ministerie van Welzijn |
| Socialministeriet (Ministerie van Sociale Zaken)                                                                      | ontbonden (2007)    | Bevoegdheid ondergebracht bij Ministerie van Welzijn |
| Finans- og udviklingsministeriet (Ministerie van Financiën en Ontwikkelingssamenwerking)                              | ?                   | ? |
| Integrationsministeriet (Ministerie van Integratie)                                                                   | -                   | Informele naam voor Ministeriet for Flygtninge, Indvandrere og Integration (Ministerie van Vluchtelingen, Immigratie en Integratie)                             |